# Astragalus albicans
Astragalus albicans är en ärtväxtart som beskrevs av August Gustav Heinrich von Bongard. Astragalus albicans ingår i släktet vedlar, och familjen ärtväxter. Inga underarter finns listade i Catalogue of Life.